# 圣聂勒、圣亚基略及圣多弥谛拉
圣聂勒、圣亚基略及圣多弥谛拉（SS. Nereus, Achilleus and Domitilla）是罗马天主教敬奉的三位殉道圣人。
在现今使用的于1969年修订的罗马天主教圣人历中，圣聂勒、圣亚基略与圣庞加爵的瞻礼日都在5月12日，而圣多弥谛拉不被包含在圣人历中。
以往的脱利腾圣人历中，圣聂勒、圣亚基略与圣庞加爵的共同瞻礼日于5月12日，圣多弥谛拉于1595年被加入到同一瞻礼日中。

## 历史

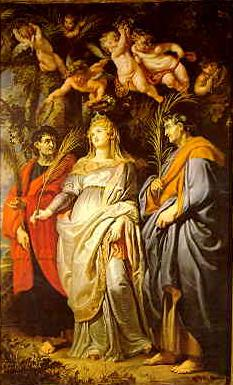
圣聂勒、圣亚基略及圣多弥谛拉，由彼得·保罗·鲁本斯所绘

对三位圣人的敬礼是很古老的，可以回溯到四世纪，前二位圣人被记载于《哲罗姆的殉道者目录》中，他们的墓冢早先位于殉道者墓窟的多弥谛拉墓窟中。在13世纪，两位殉道者的圣髑与多弥谛拉的圣髑一并从殉道者墓窟移往为他们建造的位于阿德提纳大道的圣聂勒和圣亚基略大殿。
大圣额我略教宗曾经说：“我们敬礼这三位圣人，因为他们生前轻视世俗，把世俗荣华富贵踏在脚下。”他这是在圣多弥谛拉墓上建起的圣堂中说的。
圣女多弥谛拉是出身罗马的贵族，与图密善皇帝有亲戚关系。因为信仰基督教，被放逐到朋西亚岛。
圣聂勒、圣亚基略二人是图密善皇帝手下的卫士。为了生活关系，作了暴君的鹰犬。有一天，他们突然受到圣宠的光照，放下武器，皈依天主教，被官兵逮捕。他们坦认信奉基督，与多弥谛拉一同被放逐到朋西亚岛。根据传说，他们两个受了宫刑，以便操持多弥谛拉的家务，同享了放逐的辛苦。圣热罗尼莫曾说：“他们充军是一种漫长的殉难。”
两位圣人在图拉真执政时期遭斩首致命。而圣女因拒绝朝拜罗马众神，也在朋西亚岛上遇难，被烈火焚死。